# The Neighbourhood
The Neighbourhood är ett amerikanskt alternativrockband, som bildades i Newbury Park i södra Kalifornien år 2011. Bandet, som i nuläget (juli 2024) består av sångaren Jesse Rutherford, gitarristerna Jeremy Freedman och Zach Abels, och basisten Mikey Margott, släppte till en början två stycken ep vid namn I'm Sorry... och Thank You, för att sedan släppa sitt debutalbum I Love You under år 2013, genom skivbolaget Columbia Records. De hade innan dess hunnit släppa hitsingeln "Sweater Weather" under år 2012, som bland annat kom att bli deras signatursingel. Den blev återigen populär nästan ett helt decennium senare efter att den hade blivit ett viralt fenomen på TikTok. Bandet har även släppt andra hits, såsom "Daddy Issues", "Softcore" och "The Beach".
I februari 2022 kom de första rapporterna om, att The Neighbourhood skulle ta en paus på obestämd tid. Bandets huvudsångare Jesse Rutherford har även haft en solokarriär sedan år 2016, och har dessutom haft ett solokontrakt med skivbolaget Atlantic Records sedan mars 2023.